# Krzysztof Jasiewicz
Krzysztof Jasiewicz, né en 1952.

## Biographie
Il est professeur à l'Instytut Studiów Politycznych PAN.
Il est récipiendaire de l'Ordre Polonia Restituta.

## Publications
- Lista strat ziemiaństwa polskiego 1939-1956, Archiwum Wschodnie, Instytut Historii PAN, Instytut Studiów Politycznych PAN, Warszawa 1995
- Zagłada polskich Kresów: ziemiaństwo polskie na Kresach Północno-Wschodnich Rzeczypospolitej pod okupacją sowiecką 1939-1941: studium z dziejów zagłady dawnego narodu politycznego, Instytut Studiów Politycznych PAN, Wydawnictwo "Volumen", Warszawa 1997
- (red. naukowa), Europa nieprowincjonalna: przemiany na ziemiach wschodnich dawnej Rzeczypospolitej (Białoruś, Litwa, Łotwa, Ukraina, wschodnie pogranicze III Rzeczypospolitej Polskiej) w latach 1772-1999, Instytut Studiów Politycznych PAN, Wydawnictwo "Rytm", Warszawa 1999
- Pierwsi po diable: elity sowieckie w okupowanej Polsce 1939-1941: (Białostocczyzna, Nowogródczyzna, Polesie, Wileńszczyzna), Instytut Studiów Politycznych PAN, Wydawnictwo "Rytm", Warszawa 2001
- (red. naukowa), Tygiel narodów: stosunki społeczne i etniczne na dawnych ziemiach wschodnich Rzeczypospolitej 1939-1953, Instytut Studiów Politycznych PAN, Wydawnictwo "Rytm", Warszawa 2002
- (red. naukowa), Świat NIEpożegnany: Żydzi na dawnych ziemiach wschodnich Rzeczypospolitej w XVIII-XX wieku, Instytut Studiów Politycznych PAN, Wydawnictwo "Rytm", Warszawa 2004
- Rzeczywistość sowiecka 1939-1941 w świadectwach polskich Żydów, Wydawnictwo "Rytm", Warszawa 2010